# أنيسة بلوندن
أنيسة بلوندن هي متسابقة ملكة الجمال بلجيكية، ولدت في 30 يوليو 1992 في بروكسل في بلجيكا.